# Michelle Christiane Selchau
Michelle Christiane Agnete Charlotte Selchau (26. oktober 1828 – 27. maj 1914), godsejer. Født på godset Selchausdal ved Tissø, som senere blev hendes eget. Datter af godsejer Jens Christian Selchau (1802-1829) og Christiane Annette von Herbst (1803-1856). Hendes far døde året efter hun var blevet født. 
I 1896 byggede hun en stiftelse ved godset som fribolig for 12 gamle kvinder fra sognet. Dog havde godsets tidligere ansatte kvinder fortrinsret. Bygningen der ligger på Nøragervej 12, hedder Selchaushus og har Michelle Selchaus initialer på facaden. I 1962 havde stiftelsen kun én beboer. Bygningen har siden været anvendt som feriekoloni for børn. I dag er det Selchausdal gods der ejer den. Der er indrettet plads til 36 børn og 6 voksne.